# Estate blu
Estate blu è il terzo EP del cantautore italiano Mameli, pubblicato l'11 luglio 2025 dalle etichette EMI e Universal.

## Descrizione
Pubblicato a distanza di 7 mesi e mezzo dal precedente Fino all'ultimo respiro, il progetto presenta 4 canzoni scritte e prodotte dal cantante stesso, con l'ausilio di altri compositori in 2 di queste.

## Tracce
Testi e musiche di Mario Castiglione, eccetto dove indicato.
1. Serie crime – 3:00
2. Colpa nostra – 2:54 (testo: Mario Castiglione, Angelica Paola Ibba – musica: Giordano Colombo)
3. Malissimo – 3:13
4. Fino all'ultimo respiro – 2:53 (testo: Mario Castiglione, Pietro Morandi, Samuele Baracco)